# Смирнов-Васильев, Константин Геннадьевич
Константи́н Генна́дьевич Смирно́в-Васи́льев (1927—2003) — советский инженер-конструктор, учёный в области создания ракетно-космической техники и систем спутниковой связи пилотируемых космических аппаратов, доктор технических наук (1988), профессор (1980), действительный член Российской инженерной академии. Лауреат Государственной премии СССР (1975) и Премии Правительства Российской Федерации в области науки и техники (1998). Заслуженный деятель науки и техники Российской Федерации (1995).

## Биография
Родился 14 сентября 1927 года в городе Петропавловске, Северо-Казахстанской области, Казахской ССР.

### Образование и начало деятельности
С 1948 по 1953 год обучался в Ленинградском военно-механическом институте по окончании которого получил специальность инженера-механика. С 1953 по 1954 год
работал в этом институте в качестве ассистента на кафедре сопротивления материалов.

### В ОКБ-10 — НПО прикладной механики и участие в Космической программе
С 1954 по 1959 год на научно-исследовательской работе ОКБ-1 при НИИ-88, с 1959 по 2000 год в «восточном» филиале ОКБ-1 (с 1961 года — ОКБ-10), размещённого в городе Красноярск-26 под руководством М. Ф. Решетнёва на должностях: руководитель группы и сектора, начальник отдела, заместителем главного и генерального конструктора, учёным-секретарём Конструкторского бюро прикладной механики.
К. Г. Смирнов-Васильев занимался научно-исследовательскими и конструкторскими работами в области создания космических аппаратов и систем связи, телевещания, навигации и геодезии, в том числе был участником проекта создания на основе боевой баллистической ракеты «Р-14» двухступенчатой одноразовой ракеты-носителя космического назначения лёгкого класса, предназначенного для выведения автоматических космических аппаратов «Космос (РН)». К. Г. Смирнов-Васильев был одним из создателей трансформируемых систем автоматики работающих в экстремальных условиях космического пространства и одним из организаторов нового направления в области космического машиностроения, под его руководством была создана экспериментальная база по отработке автоматики и материалов конструкции космических аппаратов. К. Г. Смирнов-Васильев был участником создания
систем спутниковой связи и вещания, в том числе серии низкоорбитальных искусственных спутников Земли связи «Стрела» (в 1964 году «Стрела-1», в 1969 году — «Стрела-1М», в 1970 году — «Стрела-2», в 1985 году — «Стрела-3»); спутников связи — «Молния-1+» (1967), «Молния-2» (1971) и «Молния-3» (1974), «Молния-1Т» (1983); геостационарные спутники связи прямого телевещания «Радуга» (1975) и «Экран» (1976); спутника связи на геостационарной орбите «Горизонт» (1978); «Радио» (1981); военный спутник-ретранслятор «Поток» (1982); телекоммуникационного спутника-ретранслятора двойного назначения «Луч (Альтаир)» (1985) и «Луч-2 (Гелиос)» (1995); военный спутник связи третьего поколения входящий в Единую космическую систему спутниковой связи 2-го этапа «Радуга-1» (1989); многофункциональной системы персональной спутниковой связи, построенная на базе низкоорбитальных космических аппаратов «Гонец-Д1» (1992); первый спутник из серии геостационарных спутников прямого телевизионного вещания «Галс» и «Экспресс» (1994).

### Научно-педагогическая деятельность
В 1968 году К. Г. Смирнову-Васильеву после окончания аспирантуры при ЛВМИ в 1968 году было присвоено учёная степень кандидат технических наук, а в 1988 году — доктор технических наук. В 1980 году приказом ВАК СССР ему было присвоено учёное звание профессора. До 1961 года преподавал курс «Сопротивление материалов» в Красноярском политехническом институте, с 1966 года преподавал в Красноярском институте космической техники на кафедре Летательные и космические аппараты вёл курс по экспериментальной отработке. К. Г. Смирнов-Васильев был автором более пятидесяти изобретений и разработок в области космического машиностроения
Скончался 5 мая 2003 года в Железногорске, похоронен на Городском кладбище.

## Награды
- Орден Ленина (1971)
- Орден Октябрьской Революции (1981)
- Орден Трудового Красного Знамени (1966)[2][1]

### Звания
- Заслуженный деятель науки и техники Российской Федерации (6 января 1995) — за достигнутые трудовые успехи и многолетнюю работу в Научно-производственном объединении прикладной механики[6]

### Премии
- Государственная премия СССР (1975)[2][3]
- Премия имени С. И. Вавилова АН СССР (1984)[2][3]
- Премия Правительства Российской Федерации в области науки и техники (1998) — за разработку и создание высокоресурсных прецизионных агрегатов автоматики основных систем космических аппаратов с длительным сроком активного существования[7]

### Общественные звания
- Почётный гражданин Железногорска (26 июня 2002, посмертно)[8]

## Память
16 ноября 2007 года в городе Железногорске на здании НПО прикладной механики была открыта мемориальная доска в память о К. Г. Смирнова-Васильева